# Сант-Адриано-аль-Форо (титулярная диакония)
Титулярная диакония Сант-Адриано-аль-Форо (лат. Diaconia Sancti Hadriani in Foro) — упразднённая древняя титулярная церковь. Титулярная диакония была воздвигнута Папой Григорием III около 734 года, в VIII районе Рима (Августеа) и утверждена Папой Адрианом I около 775 года. Согласно «Liber Pontificalis», церковь Сант-Адриано-аль-Форо была построена Папой Гонорием I на месте древней Курии Гостилии около 630 года. Папа Сергий I назначил её отправной точкой для литаний во время некоторых религиозных праздников. Из-за разрушения древней церкви для восстановления сенатской курии титулярная диакония была упрзднена апостольской конституцией «Sancti Hadriani Ecclesia» от 25 января 1946 года Папой Пием XII и переведена в церковь Сан-Паоло-алла-Регола. Титулярная диакония принадлежит базилике Сант-Адриано-аль-Форо, расположенной в районе Рима Кампителли, внутри Римского форума.

## Список кардиналов-дьяконов и кардиналов-священников титулярной диаконии Сант-Адриано-аль-Форо
...
- Гульельмо Пьетро ле Клерк — (1062 — 1072);
- Паоло Боскетти (или Боскеттус) — (1072 — 1073);
- Берардо — (1075 — ?);
- Джованни — (1090 — ?);
- Берардо деи Марси — (1099 — около 1100, назначен кардиналом-священником Сан-Кризогоно);
- Пьетро, O.S.B.Cas. — (около 1100 — 1122);
- Маттео — (1122 — около 1126);
- Пьетро Оттавио — (1127 — 1130);
- Гвидо — (1130 — 1138);
- Убальдо (?) — (1138 — 1141 или 1144?);
- Гильберто — (1141 — 1143);
- Джованни Папарони — (1143 — 1151);
- Альберто ди Морра — (1155 — 1158, назначен кардиналом-священником Сан-Лоренцо-ин-Лучина);
- Чинцио Папарески — (1158 — 1178);
- Ренье Ле Гранд — (1178 — 1182);
- Герардо Аллючиньоли — (1182 — 1204, до смерти)[1];
- Анджело — (1212 — 1214, до смерти);
- Стефано де Нормандис деи Конти — (1216 — 1228, назначен кардиналом-священником Санта-Мария-ин-Трастевере);
- Гоффредо да Трани — (28 мая 1244 — около 1245, до смерти);
- Оттобоне Фиески — (декабрь 1251 — 11 июля 1276, избран Папой Адрианом V);
- Наполеоне Орсини — (с мая 1288 — 23 марта 1342, до смерти);
- Ринальдо Орсини — (17 декабря 1350 — 6 июня 1374, до смерти);
- Джентиле ди Сангро — (18 сентября 1378 — около 1385, до смерти);
- Людовико Фиески — (около 1385 — 3 апреля 1423, до смерти);
  - Бонифачо Амманати — (21 декабря 1397 — 19 июля 1399, до смерти)[2];
- Гуго де Лузиньян — (24 мая 1426 — 14 марта 1431, назначен кардиналом-священником Сан-Клементе);
  - вакантно (1431—1473);
- Стефано Нардини — (7 мая 1473 — 12 ноября 1476, назначен кардиналом-священником Санта-Мария-ин-Трастевере);
- Джованни Арагонский — (10 декабря 1477 — 10 сентября 1483, назначен кардиналом-священником Санта-Сабина);
  - вакантно (1483—1485);
- Джованни Конти — (1485 — 1489, in commenda)[3]
- Пьер д’Обюссон, O.S.Io.Hieros. — (9 марта 1489 — 3 июля 1503, до смерти);
- Франсуа-Гийом де Кастельно де Клермон-Людев — (6 декабря 1503 — 2 мая 1509, назначен кардиналом-священником Санто-Стефано-аль-Монте-Челио);
- Бандинелло Саули — (17 марта — 24 октября 1511, назначен кардиналом-священником Санта-Сабина);
- Агостино Тривульцио — (6 июля 1517 — 30 марта 1548, до смерти)[4];
- Жан дю Белле — титулярная диакония pro illa vice (9 апреля 1548 — 25 февраля 1549, назначен кардиналом-священником Сан-Кризогоно);
- Оде де Колиньи де Шатильон — (25 февраля 1549 — 31 марта 1563, лишён всех титулов и бенефиций, отлучён от Церкви);
- Иннико д’Авалос д’Арагона, O.S. Iacobis — (30 июля 1563 — 3 марта 1567, назначен кардиналом-священником Сан-Лоренцо-ин-Лучина);
- Фульвио Джулио делла Корнья, O.S.Io.Hieros. — (3 марта 1567 — 5 мая 1574, назначен кардиналом-епископом Альбано);
- Просперо Сантакроче — (5 мая 1574 — 4 марта 1583, назначен кардиналом-священником Сан-Клементе);
- Андраш Батори — (23 июля 1584 — 7 января 1587, назначен кардиналом-священником Сант-Анджело-ин-Пескерия);
- Джироламо Маттеи — (14 января — 20 апреля 1587, назначен кардиналом-дьяконом Сант-Агата-алла-Субурра);
- Агостино Кузани — (9 января 1589 — 14 января 1591, назначен кардиналом-священником Сан-Лоренцо-ин-Панисперна);
- Одоардо Фарнезе — (20 ноября 1591 — 12 июня 1595, назначен кардиналом-дьяконом Санти-Козма-э-Дамиано);
- Франческо Мантика — (21 июня 1596 — 24 января 1597, назначен кардиналом-священником Сан-Томмазо-ин-Парионе);
- Джованни Баттиста Дэти — (17 марта — 15 декабря 1599, назначен кардиналом-дьяконом Санта-Мария-ин-Козмедин);
- Алессандро д’Эсте — (17 апреля — 15 ноября 1600, назначен кардиналом-дьяконом Санта-Мария-Нуова);
  - вакантно (1600—1605);
- Джованни Дориа — (5 декабря 1605 — 2 октября 1623, назначен кардиналом-священником Сан-Пьетро-ин-Монторио);
- Луи де Ногаре де Ла Валетт — (20 ноября 1623 — 27 сентября 1639, до смерти);
  - вакантно (1639—1644);
- Ашиль д’Этамп де Валансе, OSIo.Hieros. — (2 мая 1644 — 27 июня 1646, до смерти);
- Франческо Майдалькини — (16 декабря 1647 — 5 мая 1653, назначен кардиналом-священником Сан-Панкрацио-фуори-ле-Мура);
- Дечио Аццолино младший — (23 марта 1654 — 12 марта 1668, назначен кардиналом-дьяконом Сант-Эустакьо);
- Карло Черри — (19 мая 1670 — 14 мая 1690, до смерти);
- Джанфранческо Альбани — (22 мая 1690 — 30 марта 1700, назначен кардиналом-священником Сан-Сильвестро-ин-Капите); 
  - вакантно (1700—1706);
- Пьетро Приули — (25 июня 1706 — 6 мая 1720, назначен кардиналом-священником Сан-Марко);
- Алессандро Альбани, O.S.Io.Hieros. — (24 сентября 1721 — 23 сентября 1722, назначен кардиналом-дьяконом Санта-Мария-ин-Козмедин);
- Джулио Альберони — (12 июня 1724 — 20 сентября 1728, назначен кардиналом-священником Сан-Кризогоно);
- Нери Мария Корсини — (8 января 1731 — 6 мая 1737, назначен кардиналом-дьяконом Сант-Эустакьо);
- Марчеллино Корио — (30 сентября 1739 — 20 февраля 1742, до смерти);
- Джироламо Барди — (23 сентября 1743 — 28 мая 1753, назначен кардиналом-священником Санта-Мария-дельи-Анджели-э-деи-Мартири);
- Джованни Франческо Банкьери — (10 декабря 1753 — 18 октября 1763, до смерти);
- Энеа Сильвио Пикколомини — (1 декабря 1766 — 18 ноября 1768, до смерти);
  - вакантно (1768—1785);
- Карло Ливидзани Форни — (11 апреля 1785 — 21 февраля 1794, назначен кардиналом-священником Сан-Сильвестро-ин-Капите); 
  - вакантно (1795—1803);)
- Луиджи Гаццоли — (11 июля 1803 — 23 июня 1809, до смерти);
  - вакантно (1809—1817);
- Лоренцо Просперо Боттини — (1 октября 1817 — 11 августа 1818, до смерти);
- Чезаре Гуэррьери Гонзага — (27 сентября 1819 — 5 февраля 1832, до смерти);
  - вакантно (1832—1838);
- Джузеппе Уголини — (13 сентября 1838 — 17 декабря 1855, назначен кардиналом-дьяконом Санта-Мария-ин-Козмедин);
  - вакантно (1855—1886);
- Камилло Маццелла, S.J. — (7 июня 1886 — 22 июня 1896, назначен кардиналом-священником Санта-Мария-ин-Траспонтина)
- Хосе де Каласанс Вивес-и-Туто, O.F.M.Cap. — (22 июня 1899 — 7 сентября 1913, до смерти);
  - вакантно (1913—1923);
- Эваристо Лучиди — (20 декабря 1923 — 31 марта 1929, до смерти);
  - вакантно (1929—1946).

Диакония упразднена в 1946 году Папой Пием XII.